# Turul

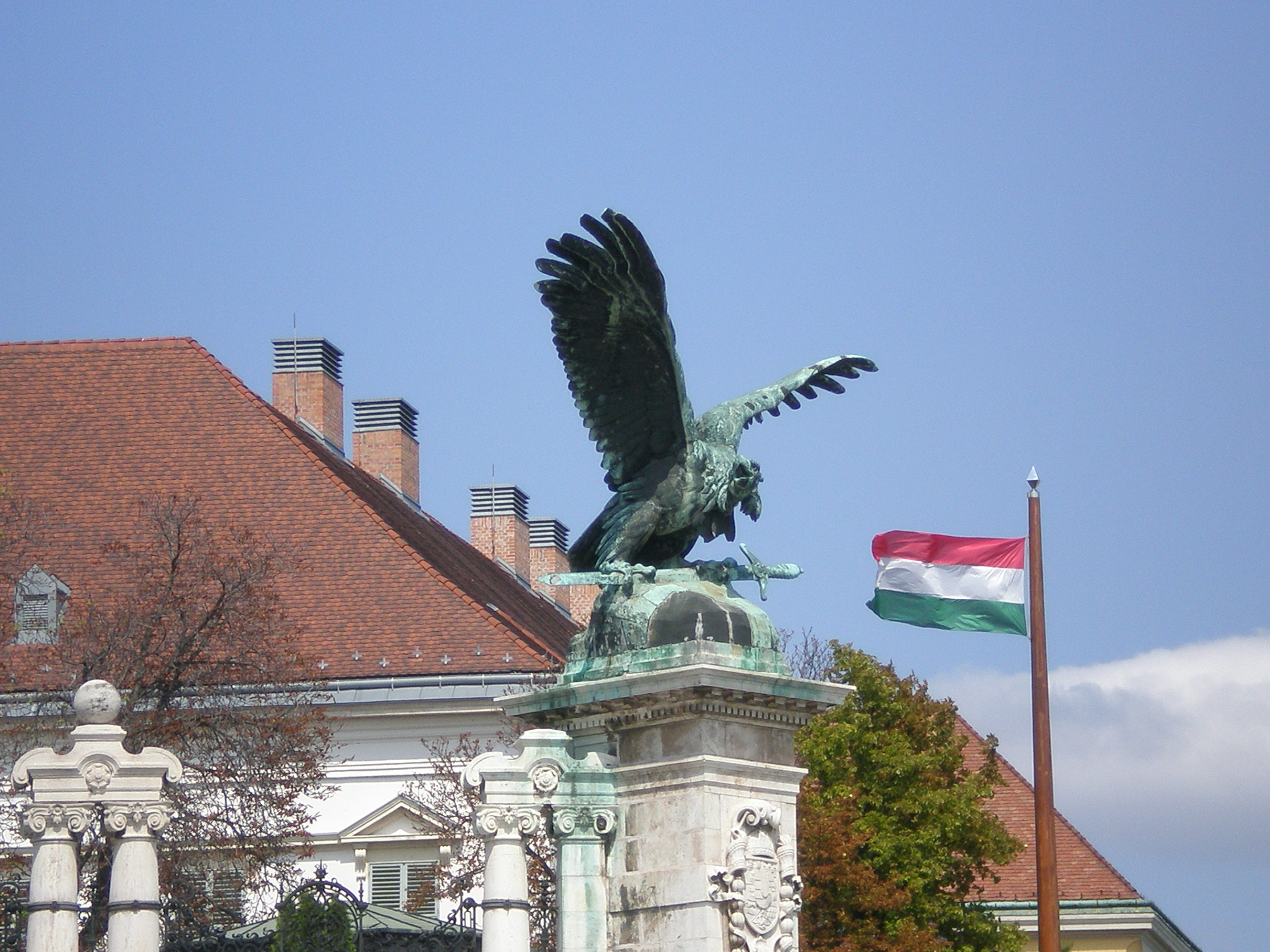
Turul am Budaer Burgpalast

Der Turul ist ein Fabelwesen aus dem ungarischen und türkischen Mythenkreis. Der Vogel hat Ähnlichkeiten mit einem Adler und mit einem Falken (Gerfalke, Falco rusticolus altaicus oder Würgfalke, Falco cherrug). Das Wort Turul kommt vermutlich aus dem Alttürkischen.

## Bedeutung, Sagen

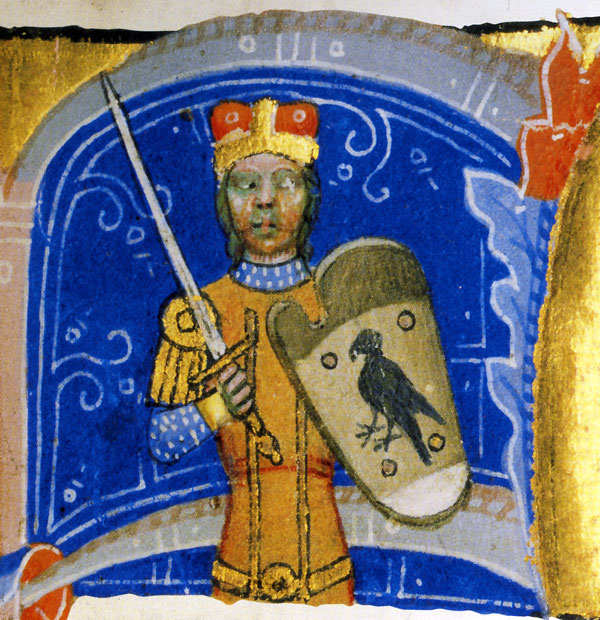
Árpád mit Schild auf dem sich das Symbol des Turul befindet (Ungarische Bilderchronik)

Laut der Ursprungssaga der Árpádendynastie soll ein Turul Emese im Schlaf geschwängert und ihr im Traum prophezeit haben, dass sie einen Sohn zur Welt bringen würde, der der Urahn vieler Könige sein würde. Dieser Sohn bekam den Namen Álmos, nach dem Wort álom, das Traum bedeutet. Im Sagenkreis um die Landnahme der Ungarn spielte ebenfalls ein Turul eine große Rolle: er soll die Ungarn nach Pannonien geführt haben. Diese Legenden werden in den ungarischen Chroniken wie zum Beispiel in den Gesta Hungarorum oder in der Budaer Bildchronik beschrieben. Der Turulvogel war auch in der Kultur anderer Völker präsent: er verziert nicht nur Gegenstände der Magyaren, sondern auch die der Hunnen und Awaren. Der Turul hat bis heute eine symbolische Bedeutung für die Ungarn: er weist auf die Ursprünge, auf den „Urvater“ der Ungarn hin. Er hält oft ein Schwert in seinen Fängen.
Laut dem Chronisten Simon Kézai war der Turul mit der Krone von Attila bis zur Zeit von Prinz Géza das militärische Abzeichen der Ungarn: Banerium quoque regis Ethelae, quod proprio scuto gestare consueverat, similitudinem avis habebat, quae hungarice turul dicitur, in capite cum corona. Mark von Kalts, Ungarische Bilderchronik
In der Ungarischen Bilderchronik des Markus von Kált wird vermerkt: Eleud, dem Sohn des Ugeg, wurde in Skythien von Eunodbilia ein Sohn geboren, der den Namen Almus [Álmos] bekam, weil seine Mutter, als sie schwanger war, davon träumte, dass ein Vogel mit der Gestalt eines Habichts zu ihr kam und dass ihrem Mutterleibe ein reißender Bach entströmte, der in fremden Landen anschwoll. Daraus ersah man, dass aus ihrem Leibe glorreiche Könige hervorgehen sollten. Da nun das Wort „Traum“ in unserer Sprache „alm“ [álom] heißt und seine Geburt im Traum angekündigt worden war, bekam er den Namen „Almus“ [Álmos]...
Der Turul wird aber auch als Symbol von den faschistischen Pfeilkreuzlern verwendet.

## Turul-Darstellungen

### In Ungarn
Die wichtigsten Turul-Darstellungen in Ungarn sind:

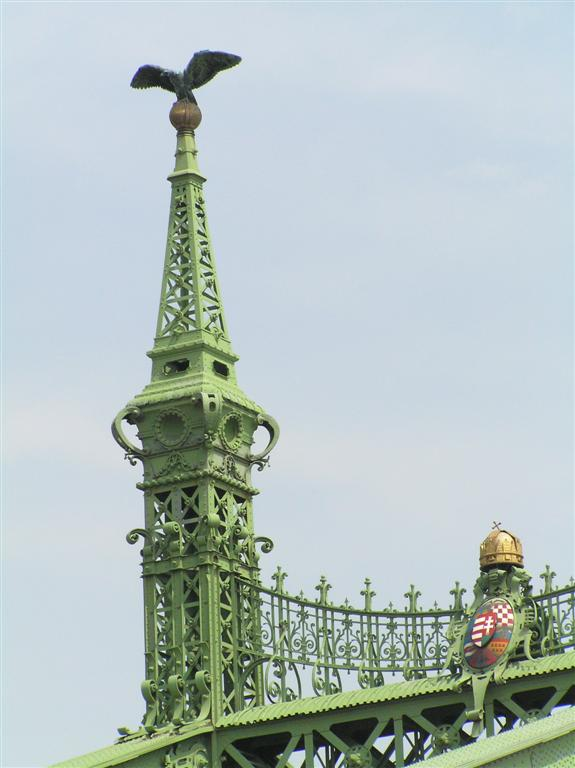
Einer der Turul auf der Freiheitsbrücke

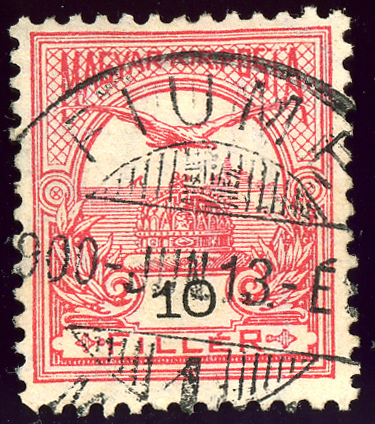
Der Turul auf einer Briefmarke einer ungarischen Dauermarkenserie

- Das Turuldenkmal in Nyíradony

- Das Turul-Denkmal in Tatabánya

Errichtet wurde es 1896 zum Andenken an den Sieg über Fürst Swatopluk bei Bánhida. Es ist mit einer Flügelbreite von 15 m auch das größte Vogeldenkmal in Mitteleuropa.
- Turulvögel an der Freiheitsbrücke in Budapest
- Turuldenkmal von Gyula Donáth (1905) am Burgpalast in Budapest
- Turuldenkmal in Budapest, im Bezirk 12, ein Memento für die Helden des Zweiten Weltkrieges.
- Turul in Budapest, Reiner-Frigyes-Park (dt. Fritz Reiner Park)

Von 1900 bis 1916 war der Turul auf ungarischen Briefmarken zu sehen, zum Beispiel „Turul über Stephanskrone“, eine besonders schöne Darstellung zeigt die Kriegshilfsmarke Michel Nr. 185 (40 + 2 Filler) von 1916.

### Außerhalb der Grenzen des heutigen Ungarns
- Turul vor der Plankenburg in Munkatsch (heute Mukatschewo / Ukraine)
- Burg Uschhorod / Ukraine
- Vilok (dt. Wylok) / Ukraine
- Odorheiu Secuiesc (deutsch Oderhellen, ungarisch Székelyudvarhely) / Siebenbürgen, Rumänien
- Sighișoara (deutsch Schäßburg, ungarisch Segesvár) / Siebenbürgen, Rumänien
- Der Turul war Teil des Staatswappens von Lajtabánság, der ersten Diktatur auf Österreichs Boden. Ungewöhnlich ist, dass der Turul das Schwert im Schnabel trägt und nicht darauf sitzt.

Turul als Wappentier

## Heraldik
Der Turul ist in der ungarischen Heraldik ein Wappentier. Als Fabelwesen stellt er eine Mischung aus dem Adler und dem Falken dar. Im Wappen der Gemeinde Tatabánya ist er als ein von einem Felsen auffliegender Vogel dargestellt. Im Wappen von Siebenbürgen war er Wappentier.

## Galerie

### Turuldarstellungen in Ungarn

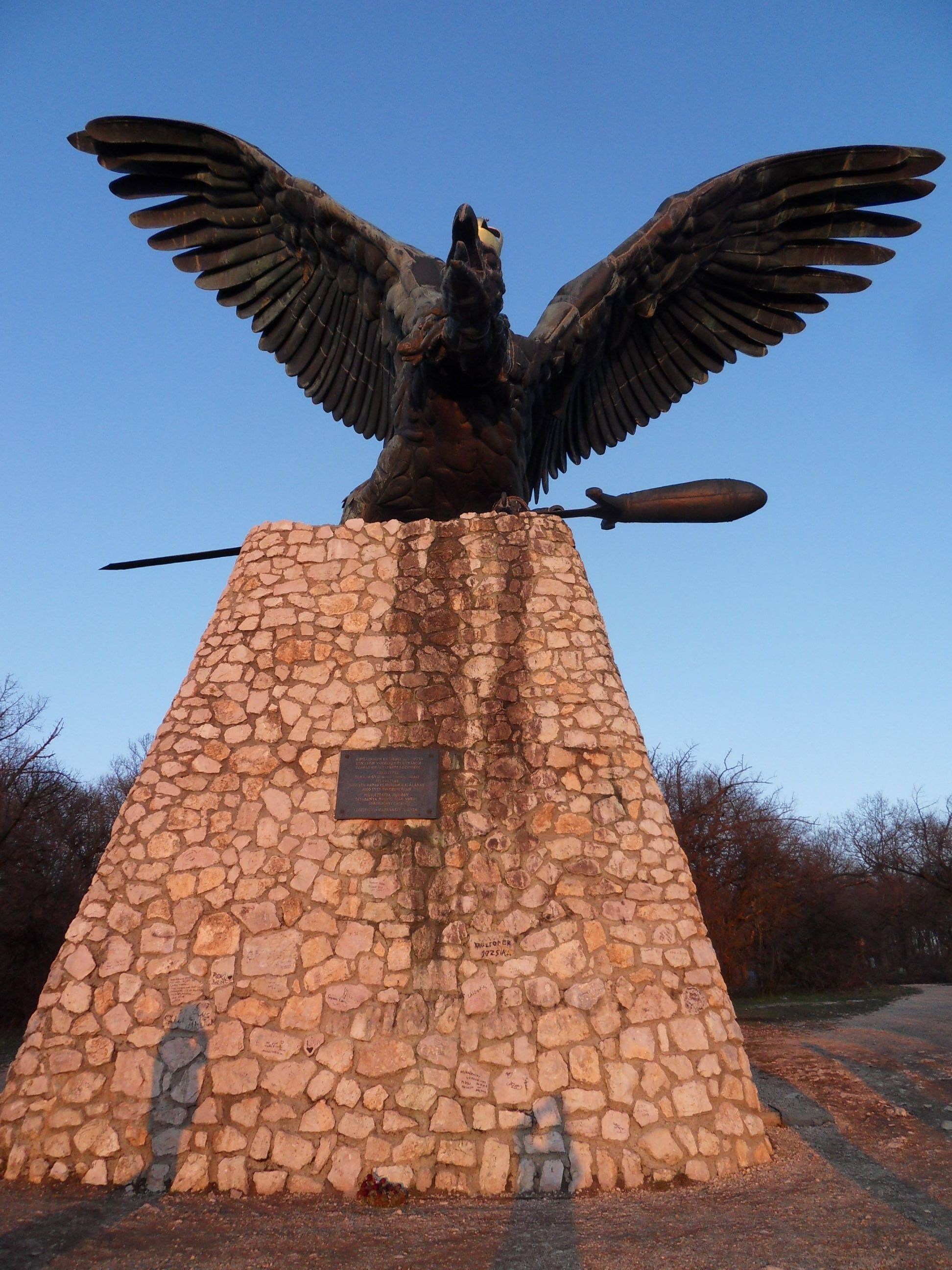
Tatabánya
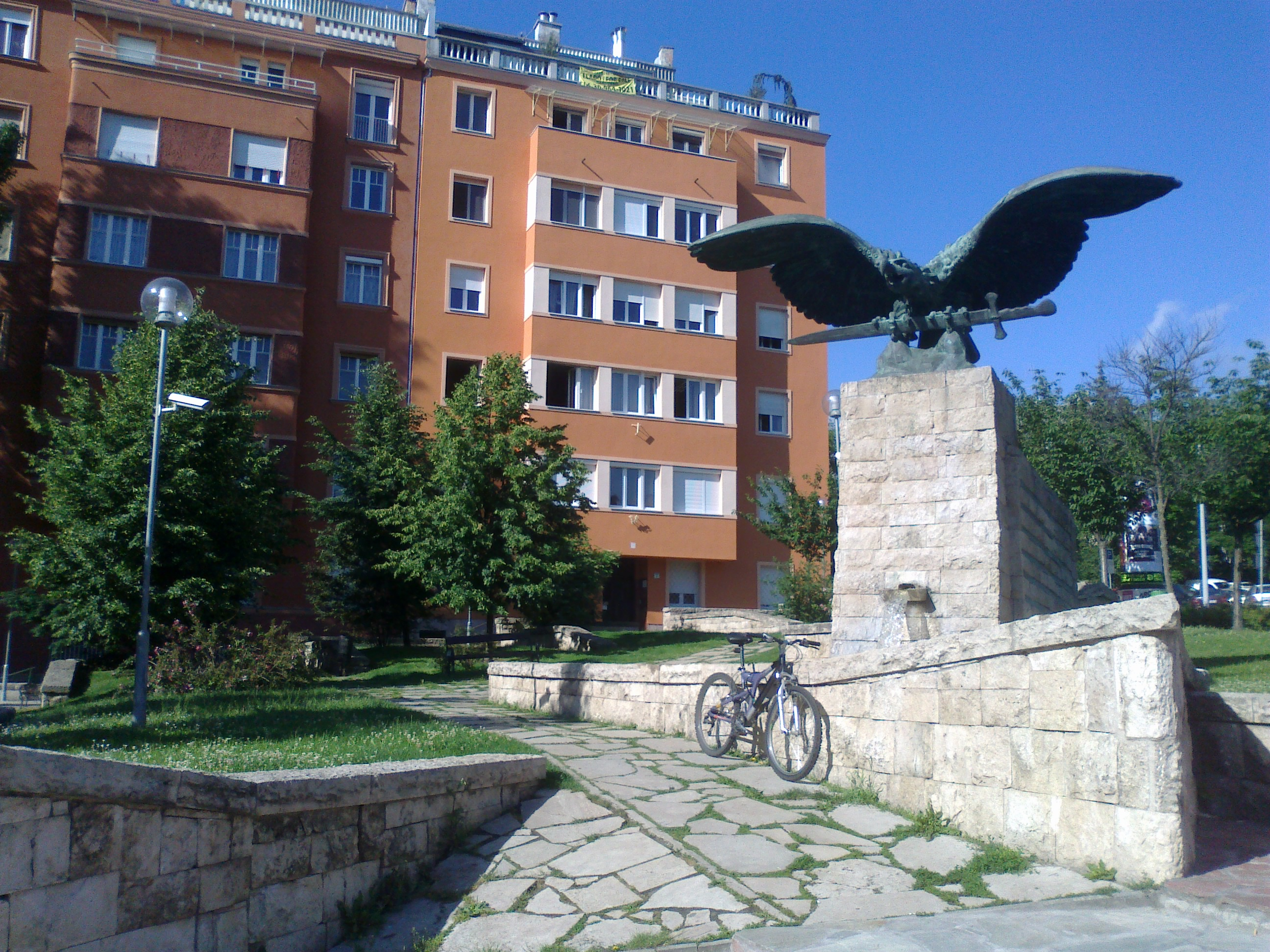
Budapest, XII. Bezirk
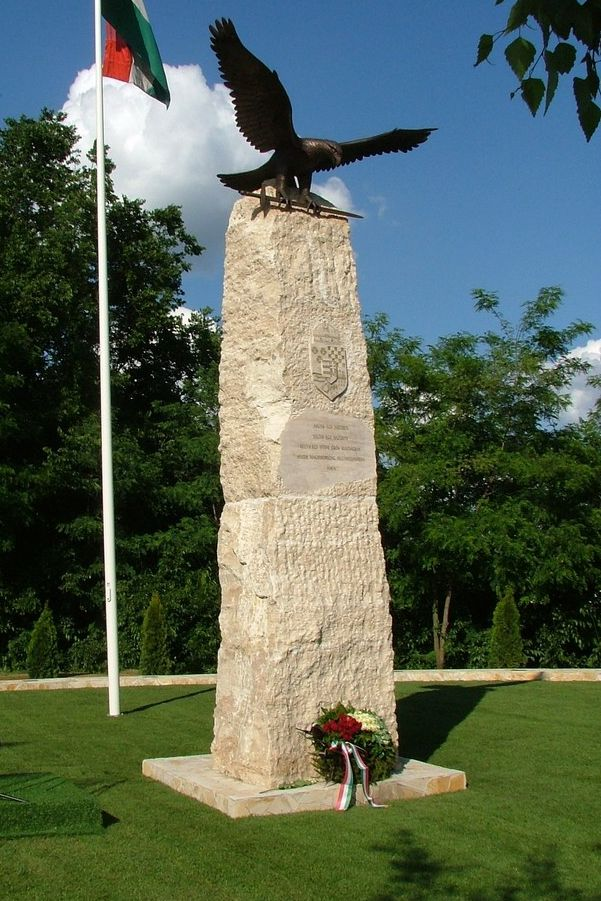
Nyíradony (Skulptur von Richárd Juha)
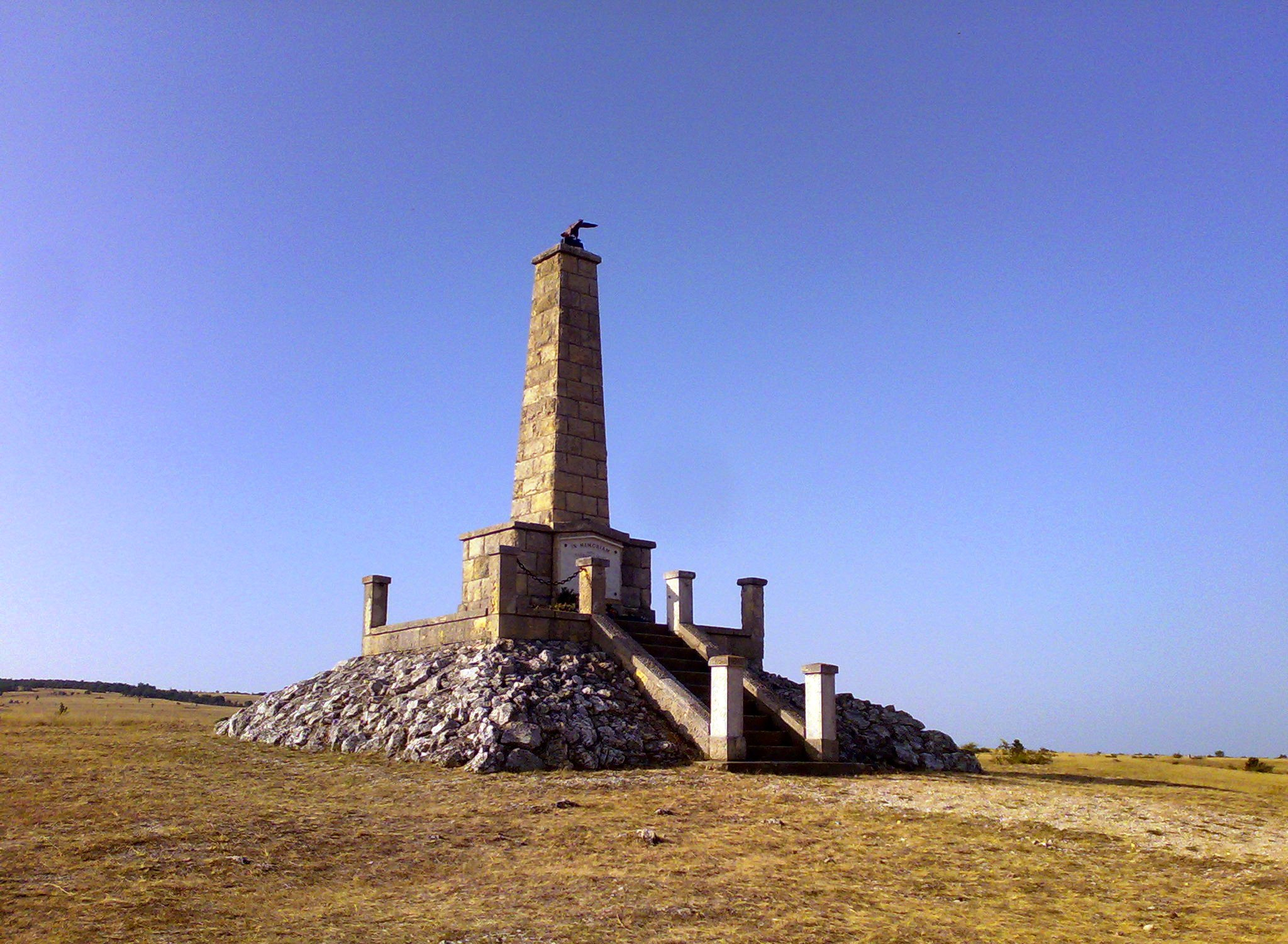
Denkmal zwischen Várpalota und Tés
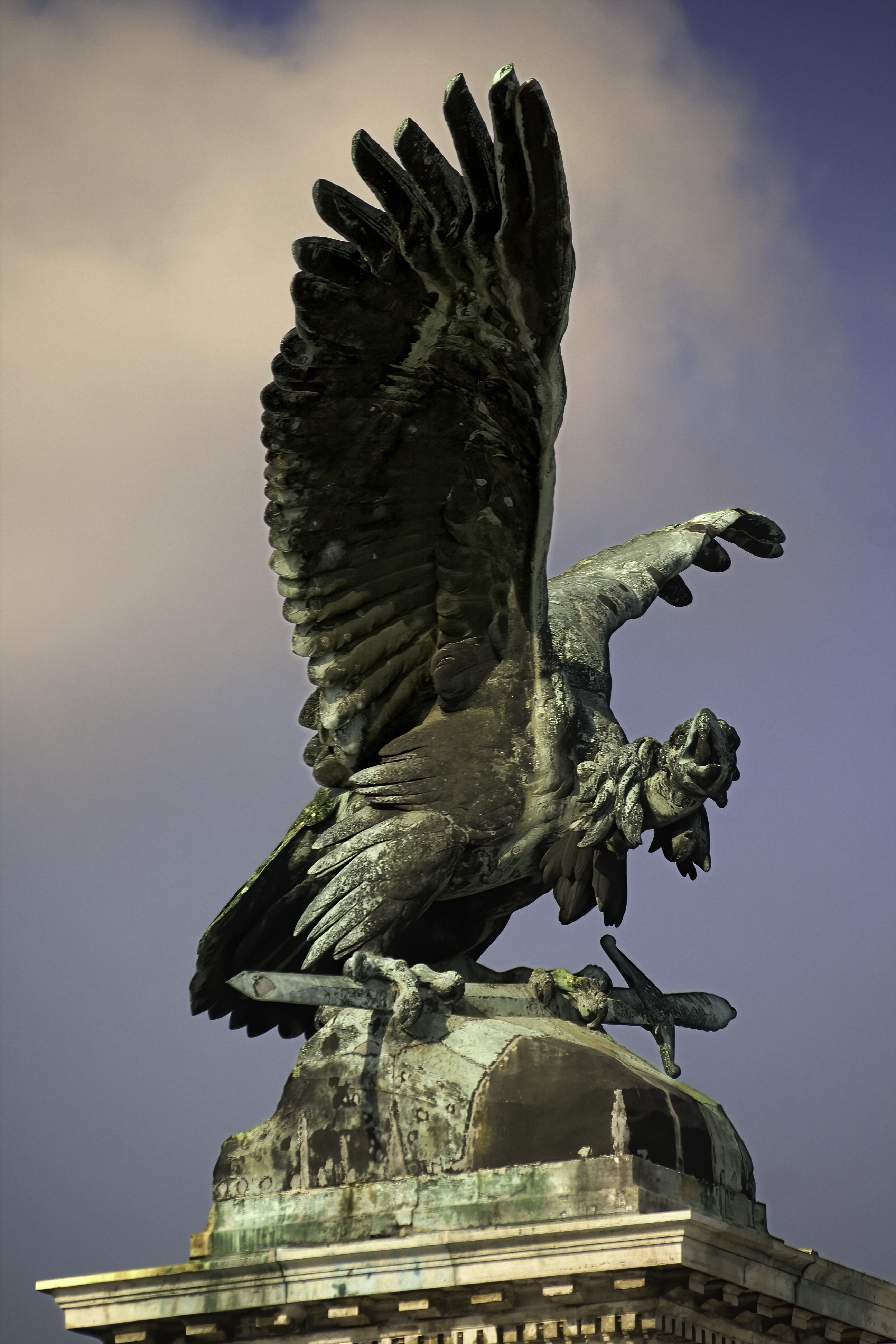
Budaer (Ofener) Burg, Budapest
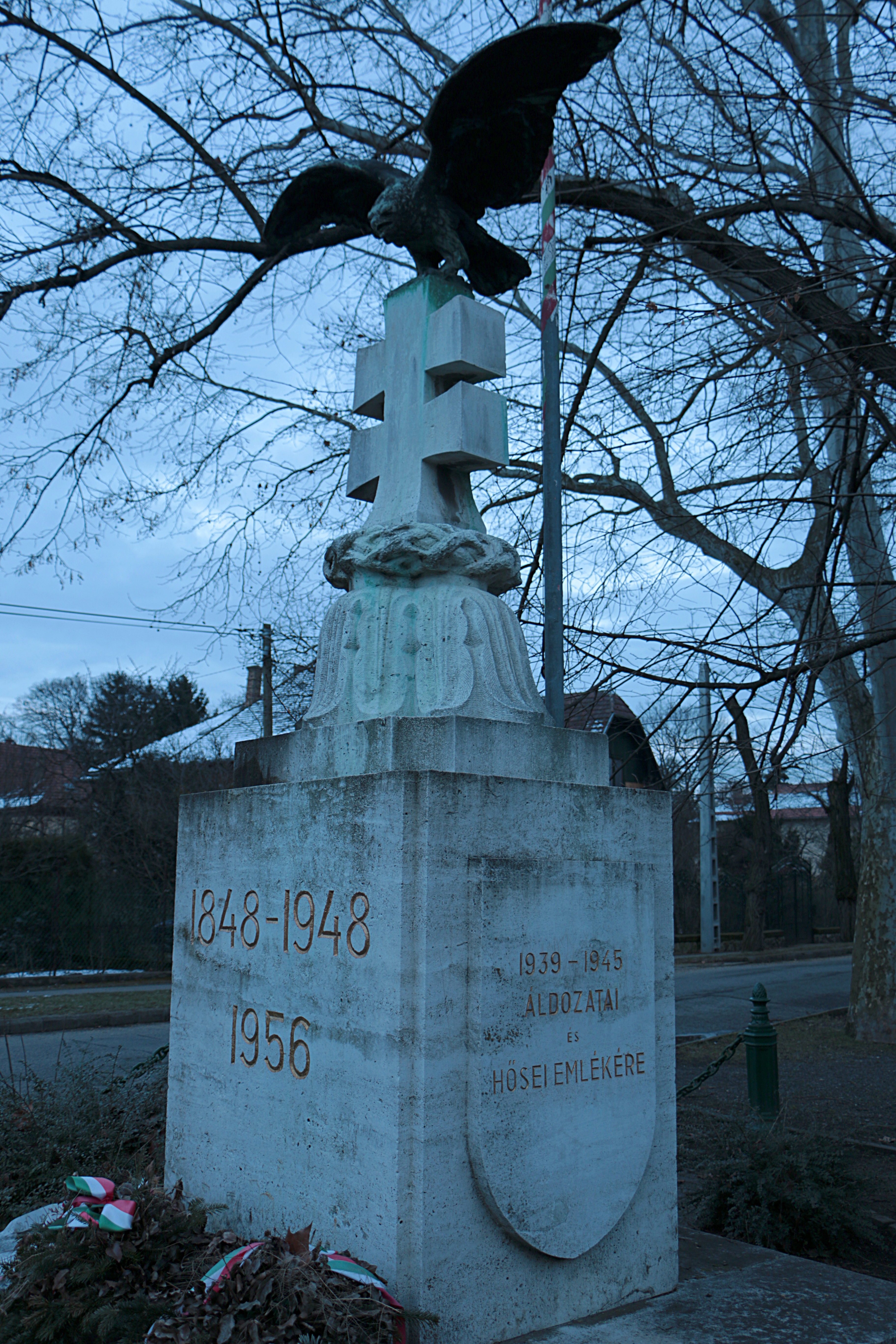
Mátyásföld
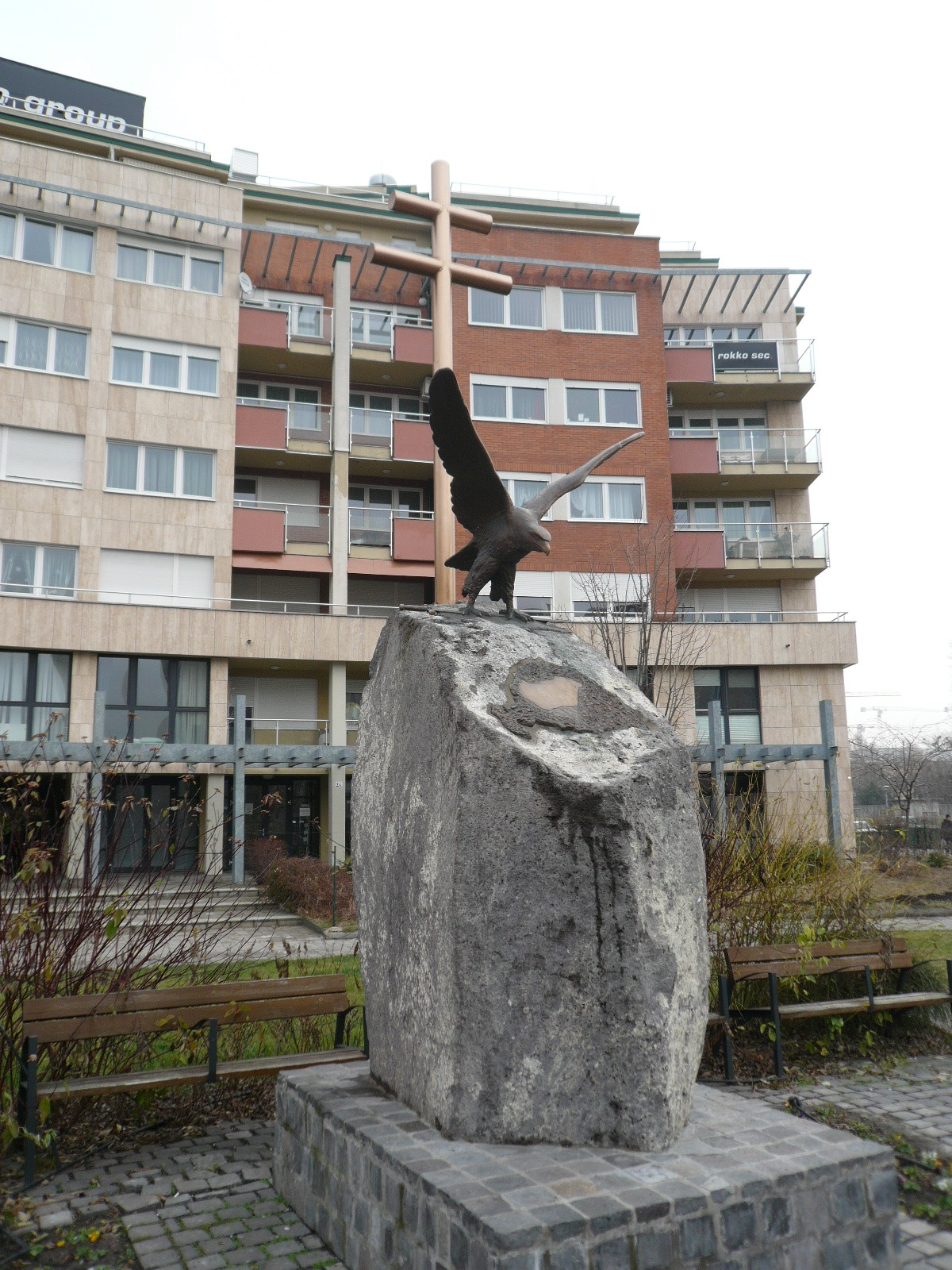
Budapest, Reiner-Frigyes-Park (dt. Fritz Reiner Park)
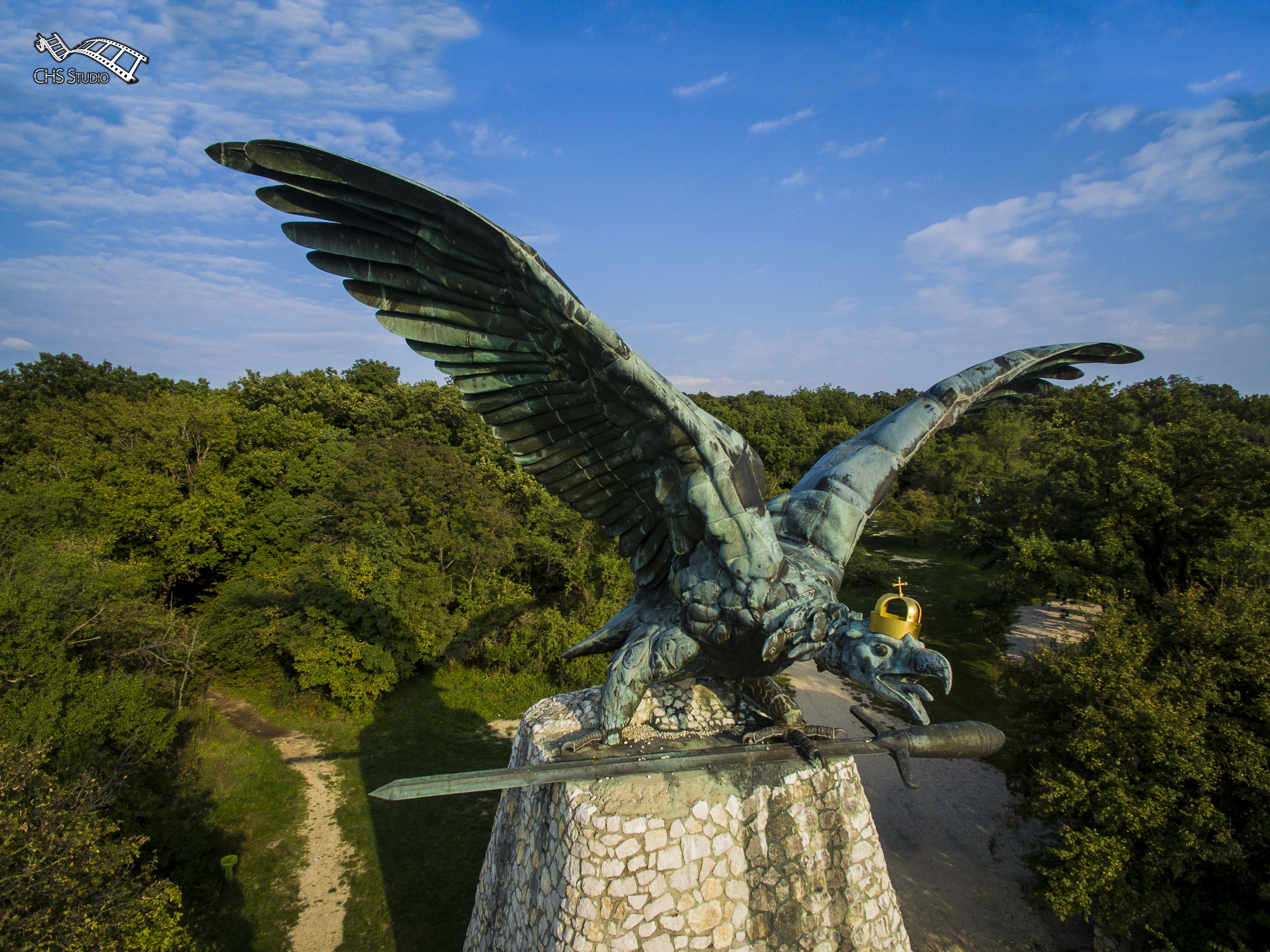
Der Turul aus der Vogelperspektive des Denkmals von Bánhida (Stadtteil von Tatabánya). Es ist eine der bekanntesten Darstellungen dieser Art.

### Turuldarstellungen außerhalb der Grenzen des heutigen Ungarns

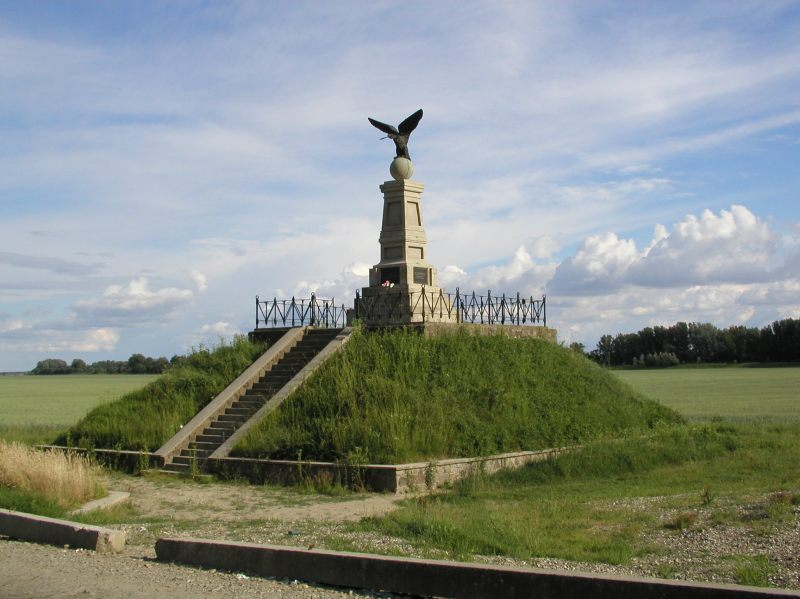
Vilok (ung. Tiszaújlak), Ukraine
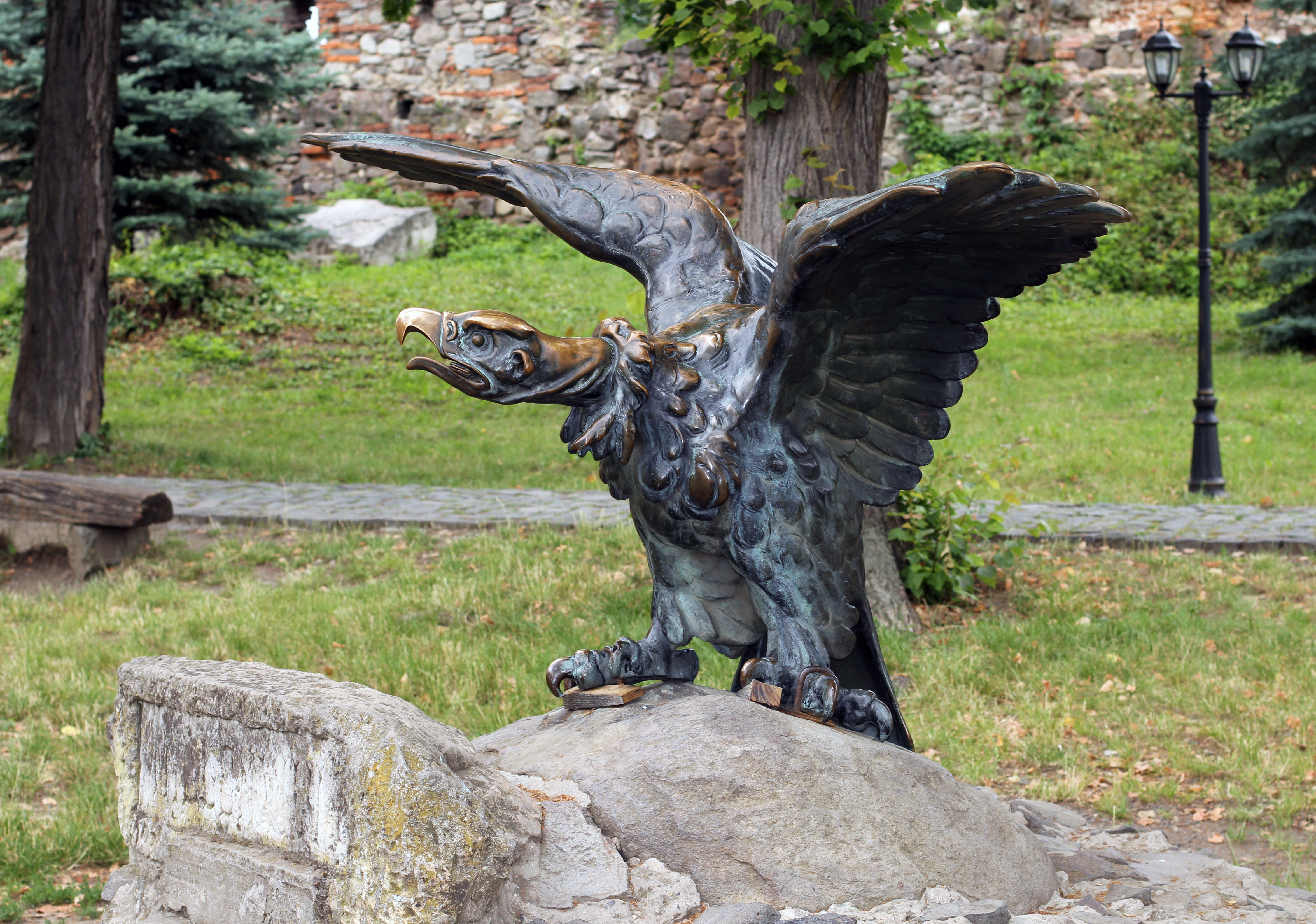
Uschhorod (ung. Ungvár), Ukraine
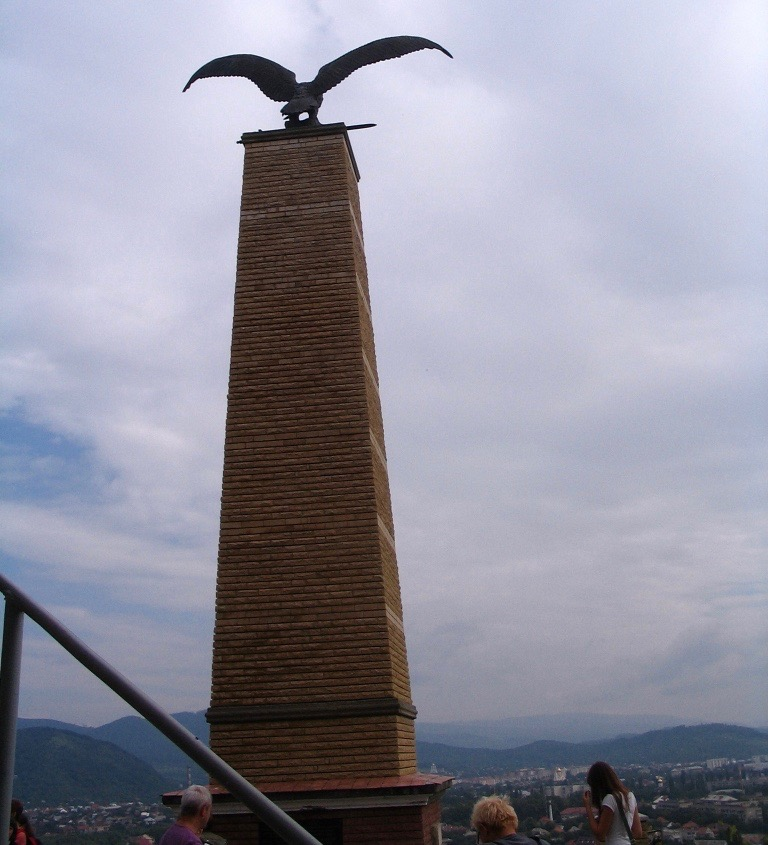
Plankenburg in Munkatsch, Ukraine
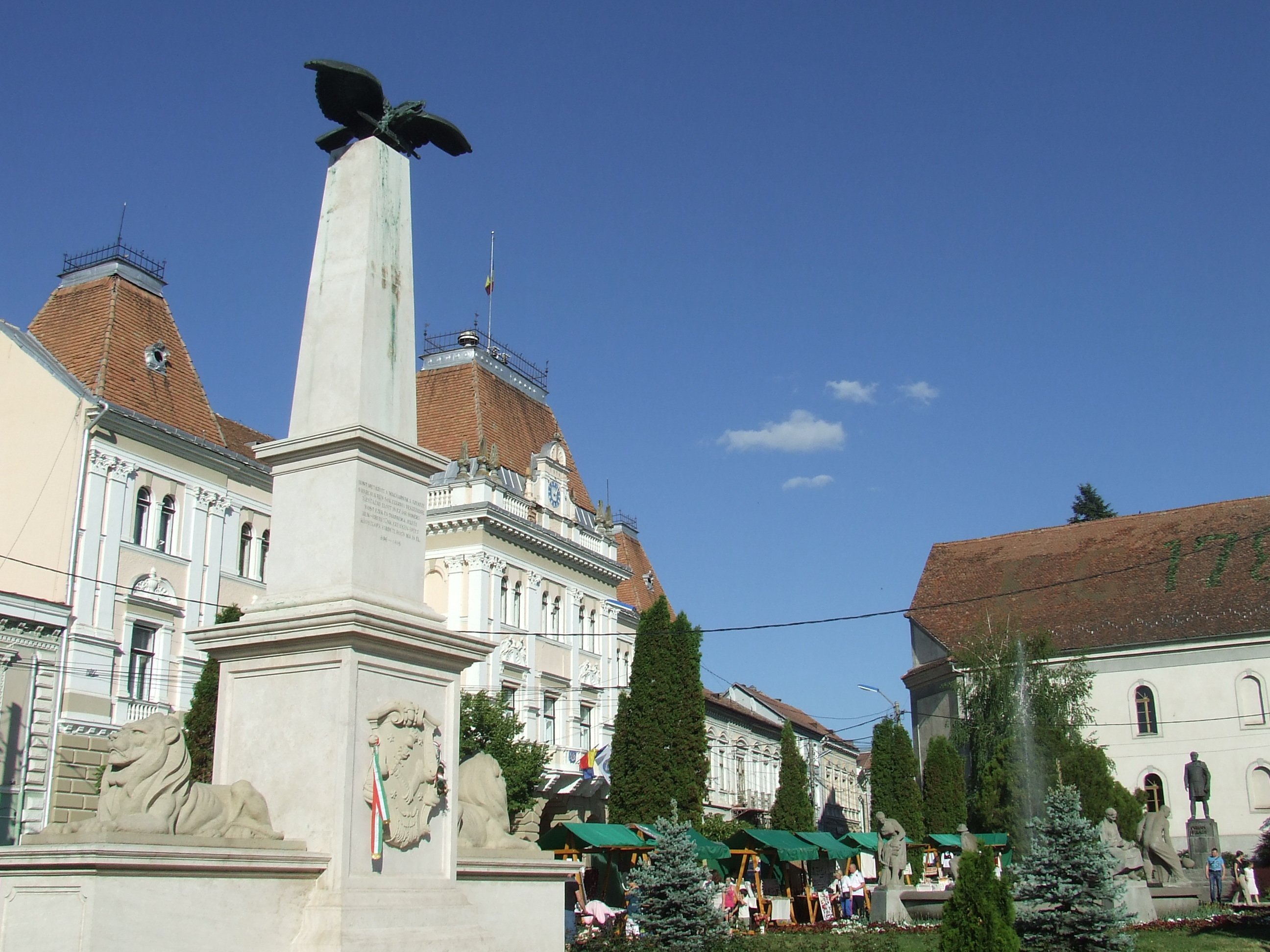
Oderhellen (ung. Székelyudvarhely), Siebenbürgen, Rumänien
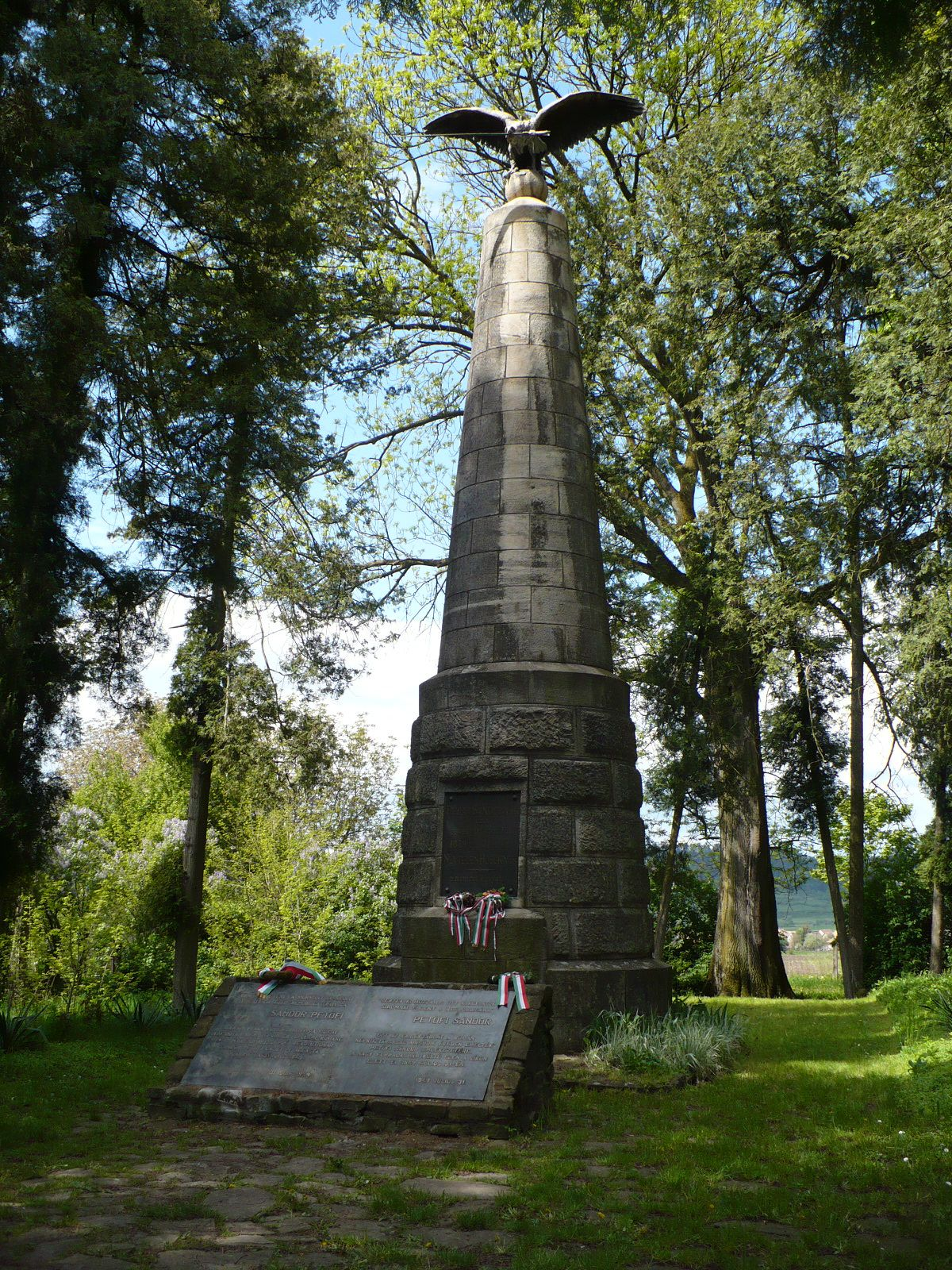
Segesvár in Siebenbürgen (Rumänien)
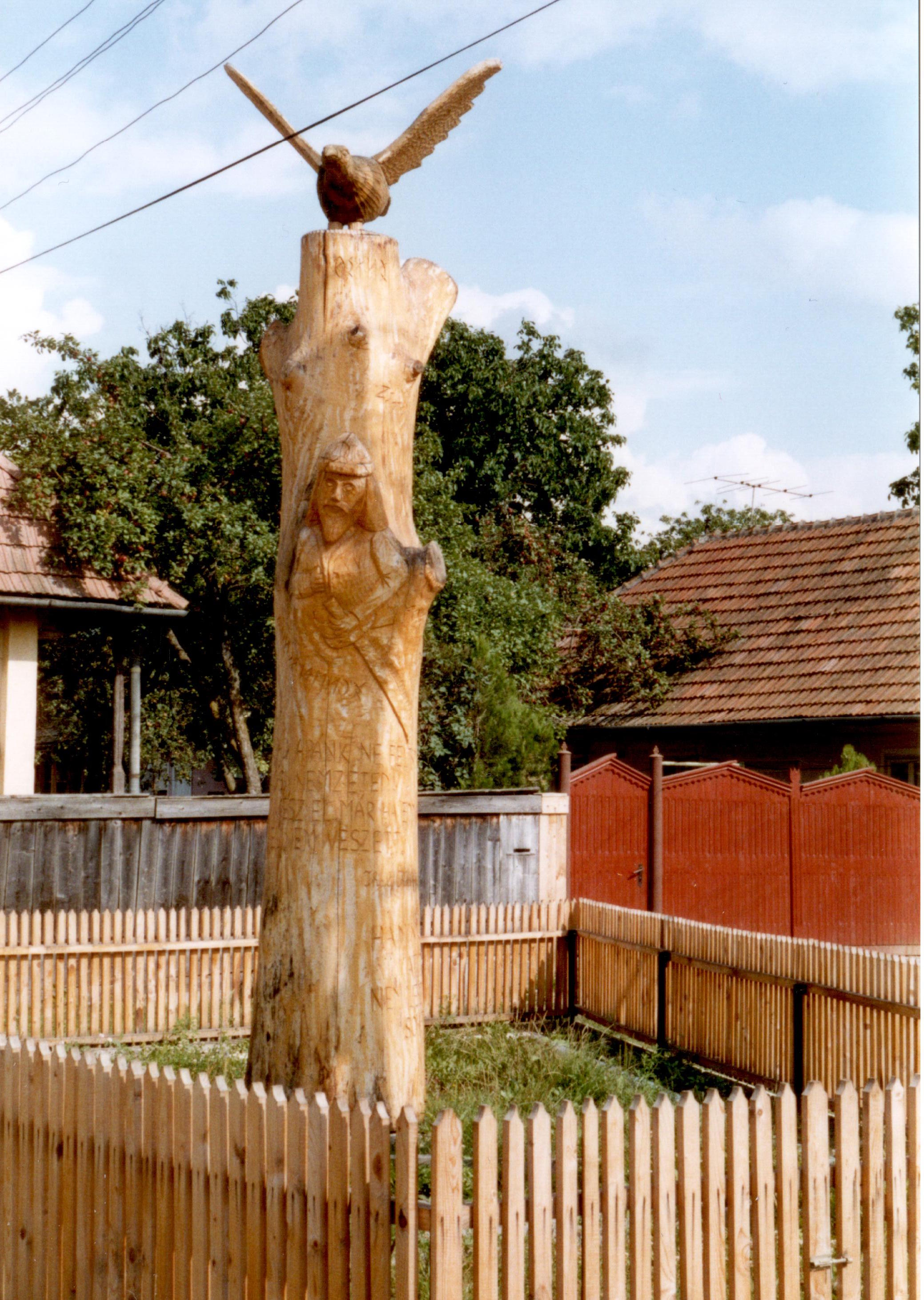
Turul in Gelentz in Siebenbürgen